# Nhóm xoắn
Trong lý thuyết nhóm, một nhánh của toán học, nhóm xoắn hoặc nhóm tuần hoàn là một nhóm trong đó mỗi phần tử đều có cấp hữu hạn. Tất cả các nhóm hữu hạn là nhóm xoắn.
Số mũ của một nhóm xoắn G là bội số chung nhỏ nhất, nếu nó tồn tại, của cấp của các phần tử của G. Bất kỳ nhóm hữu hạn nào cũng có số mũ, nó là một ước của |G|.

## Logic toán
Một trong những tính chất thú vị của các nhóm xoắn là định nghĩa này không thể được chính thức hóa theo logic bậc nhất. Làm như vậy đòi hỏi một tiên đề có dạng
{\displaystyle \forall x.\,((x=e)\lor (x\circ x=e)\lor ((x\circ x)\circ x=e)\lor \cdots )}
Logic bậc nhất không cho phép xây dựng một công thức như vậy.